# Хевсурська балада
«Хевсурська балада» (груз. «ხევსურული ბალადა») — радянський художній фільм знятий в 1966 році на кіностудії «Грузія-фільм».

## Сюжет
Дія фільму відбувається в Хевсуреті. Повернувшись на батьківщину, художник Імеда закохується в красуню Мзекалу, проте люблячий її хевсур Торгвай викликає його на поєдинок. Імеда вбиває Торгвая і викликає на себе помсту родичів убитого.

## У ролях
- Зураб Капіанідзе —  Апарека
- Софіко Чіаурелі —  Мзекала
- Давид Абашидзе —  Алуда
- Леван Пілпані —  Торгвай
- Тенгіз Арчвадзе —  Імеда Звіадаурі
- Коте Даушвілі —  Мгеліка

## Знімальна група
- Режисер — Шота Манагадзе
- Сценарист — Георгій Мдівані
- Оператор — Георгій Челідзе
- Композитор — Реваз Лагідзе
- Художник — Шота Гоголашвілі